# Campylocentrum puyense
Campylocentrum puyense  é uma espécie de orquídea, família Orchidaceae, que existe no Equador, Peru e Colômbia. Trata-se de planta epífita, monopodial, com caule alongado, cujas inflorescências brotam do nódulo do caule oposto à base da folha. As flores têm sépalas e pétalas livres, e nectário na parte de trás do labelo. Pertence à secção de espécies de Campylocentrum com folhas planas, inflorescências do mais curtas que as folhas, e nectário longo.

## Publicação e histórico
- Campylocentrum puyense Dodson, Orquideologia 22: 195 (2003).

Conforme informações fornecidas pela ilustração e descrição originais desta espécie, já coletada inúmeras vezes nos países citados, entre 100 e 1.000 metros de altitude, trata-se de planta cuja morfologia vegetativa lembra as espécies do grupo do Campylocentrum micranthum. Delas distingue-se por ter flores maiores que as outras; com a sépala dorsal medindo até 6 milímetros de comprimento; nectário com 4 milímetros de comprimento, na porção intermediária dobrado em ângulo reto com o labelo, este trilobulado, com lobos laterais subquadrados; e flores alaranjadas, em oposição às outras que são brancas.